# 大土站
大土站是位于贵州省黔南布依族苗族自治州龙里县的一个铁路车站，邮政编码550029。车站建于1959年，有沪昆铁路经过该站，现办理客货运业务，车站及其上下行区间均已电气化。距贵阳站24公里，隶属于成都铁路局，是四等站。